# Мыш, Михаил Игнатьевич
Михаил Игнатьевич Мыш (2 (14) января 1846, Корец — 1932) — российский юрист и научный писатель, отец хирурга Владимира Мыша.
Родился в Волынском уезде Волынской губернии, происходил из бедной семьи. Юридическое образование в Киевском университете. С 1876 года состоял присяжным поверенным в Санкт-Петербурге, где вскоре стал считаться знатоком административного права. С 1880-х годов начал заниматься исследованиями в области правового положения евреев в России и результаты своих исследований публиковал в еврейских журналах на русском языке («Еврейская библиотека», «Восход», «Рассвет» и др.) и в русских периодических журналах («Журнал Министерства юстиции», «Право» и др.).
Из монографических работ Мыша более всего известны статьи в «Журнале гражданского и уголовного права»: «Города, как собственники и контрагенты» (книга 7, 1886) и «Право наследования после иностранцев в России» (книга 8, 1887). Отдельно были изданы следующие его работы: «Очерк законодательства о рабочих ассоциациях в Англии, Франции и Германии» (1872), «Городовое положение со всеми относящимися к нему узаконениями, судебными и правительственными разъяснениями» (1876), «Руководство к русским законам о евреях» (1892), «Положение о земских учреждениях» и Сборники узаконений о мещанских и ремесленных управлениях и об иностранцах в России (с разъяснениями всех этих законодательных актов). В ЭСБЕ им было написано несколько статей о евреях в России. Имела также известность его работа «Руководства к русским законам о евреях» (1904).